# Wayne County (Ohio)
Wayne County ist ein County im Bundesstaat Ohio der Vereinigten Staaten. Der Verwaltungssitz (County Seat) ist Wooster.

## Geographie
Das County liegt im mittleren Nordosten von Ohio und hat eine Fläche von 1441 Quadratkilometern, wovon zwei Quadratkilometer Wasserfläche sind. Es grenzt im Uhrzeigersinn an folgende Countys: Medina County, Summit County, Stark County, Holmes County und Ashland County.

## Geschichte
Wayne County wurde am 4. Januar 1812 aus Teilen des Columbiana County gebildet. Benannt wurde es nach Anthony Wayne, einem Staatsmann und General der Kontinentalarmee im Amerikanischen Unabhängigkeitskrieg.
21 Bauwerke und Stätten des Countys sind im National Register of Historic Places eingetragen (Stand 19. Mai 2018).

## Demografische Daten

Alterspyramide des Wayne County

Nach der Volkszählung im Jahr 2000 lebten im Wayne County 111.564 Menschen in 40.445 Haushalten und 29.484 Familien. Die Bevölkerungsdichte betrug 78 Einwohner pro Quadratkilometer. Ethnisch betrachtet setzte sich die Bevölkerung zusammen aus 96,52 Prozent Weißen, 1,57 Prozent Afroamerikanern, 0,16 Prozent amerikanischen Ureinwohnern, 0,66 Prozent Asiaten, 0,01 Prozent Bewohnern aus dem pazifischen Inselraum und 0,24 Prozent aus anderen ethnischen Gruppen; 0,84 Prozent stammten von zwei oder mehr Ethnien ab. 0,75 Prozent der Bevölkerung waren spanischer oder lateinamerikanischer Abstammung.
Von den 40.445 Haushalten hatten 35,0 Prozent Kinder und Jugendliche unter 18 Jahre, die bei ihnen lebten. 60,8 Prozent waren verheiratete, zusammenlebende Paare, 8,7 Prozent waren allein erziehende Mütter, 27,1 Prozent waren keine Familien, 22,7 Prozent waren Singlehaushalte und in 8,7 Prozent lebten Menschen im Alter von 65 Jahren oder darüber. Die Durchschnittshaushaltsgröße betrug 2,68 und die durchschnittliche Familiengröße lag bei 3,17 Personen.
Auf das gesamte County bezogen setzte sich die Bevölkerung zusammen aus 27,4 Prozent Einwohnern unter 18 Jahren, 9,8 Prozent zwischen 18 und 24 Jahren, 27,8 Prozent zwischen 25 und 44 Jahren, 22,7 Prozent zwischen 45 und 64 Jahren und 12,2 Prozent waren 65 Jahre alt oder darüber. Das Durchschnittsalter betrug 35 Jahre. Auf 100 weibliche Personen kamen 97,5 männliche Personen. Auf 100 Frauen im Alter von 18 Jahren oder darüber kamen statistisch 94,5 Männer.
Das jährliche Durchschnittseinkommen eines Haushalts betrug 41.538 USD, das Durchschnittseinkommen der Familien betrug 48.294 USD. Männer hatten ein Durchschnittseinkommen von 33.976 USD, Frauen 23.203 USD. Das Prokopfeinkommen betrug 18.330 USD. 5,4 Prozent der Familien und 8,0 Prozent der Bevölkerung lebten unterhalb der Armutsgrenze. Davon waren 10,6 Prozent Kinder oder Jugendliche unter 18 Jahre und 6,9 Prozent waren Menschen über 65 Jahre.